# Lorenzo Gironés Navarro
Lorenzo Gironés Navarro, (Barcelona, 27 de febrero de 1902 – Managua, 7 de diciembre de 1955), médico e investigador español.

## Biografía
Inicia la carrera de Medicina en la Universidad de Barcelona en 1917. Es premio extraordinario de la licenciatura de 1924. 
De 1926 a 1929, amplia estudios en Alemania, mediante una beca. En 1933 obtiene la cátedra de Patología General de la Universidad de Santiago de Compostela.
Fue apartado y depurado de su cátedra por Decreto de Azaña, en agosto de 1936, junto con otros catedráticos de universidades españolas.
Durante la guerra civil realiza sus servicios en hospitales de sangre, en el bando nacional. Condecorado con la medalla de la Cruz Roja y con la Medalla de la Campaña Española.
En 1940 es nombrado Catedrático de Patología General de la Universidad de Barcelona.
En 1947 traslada su residencia a Managua (Nicaragua), donde muere asesinado en 1955, por un antiguo colaborador.

## Obra
- Irradiación del bazo. Madrid, 1926.
- Nuevas determinaciones colorimétricas de la glucemia. Barcelona, 1932.
- La denominada atrofia subaguda del hígado. Barcelona, 1933.
- La terapéutica radiante de la tuberculosis. Tesis doctoral.
- Cuestiones médico-quirúrgicas de guerra. En colaboración.